# Luc Meyer
Pour les articles homonymes, voir Meyer.
Luc Meyer, né le 13 septembre 1968 à La Ferté Macé, est un prélat catholique français, évêque du diocèse de Rodez et Vabres depuis le 7 juillet 2022.

## Biographie

### Formation
Luc Meyer est né le 13 septembre 1968 à La Ferté Macé. Son père était directeur d'une école catholique et sa mère enseignante. Après des études de lettres classiques à l'université catholique de l'Ouest d'Angers, il poursuit ses études en patristique grecque en troisième cycle à l’université Paris IV-Sorbonne. De 1990 à 1993, il enseigne d'abord comme professeur en collège et lycée puis comme assistant à l'Institut Saint-Melaine de Rennes et à l'université catholique de l'Ouest. En 1994, durant son service national comme scientifique du contingent, il se présente à Louis-Marie Billé, évêque de Laval, qui l'envoie à Paris effectuer sa formation à l'Institut catholique de Paris, au séminaire des Carmes.
Luc Meyer est titulaire d’une maîtrise de lettres classiques, d’un DEA d’histoire du christianisme et civilisation de l'Antiquité tardive, d’une licence canonique de théologie et d’une habilitation au doctorat en théologie.

### Principaux ministères
Il est ordonné prêtre le 7 mai 2000. Entre 2000 et 2005, il est adjoint au directeur de l’Enseignement catholique du diocèse de Laval, chargé de la pastorale scolaire. Entre 2000 et 2007, il est prêtre coopérateur de la paroisse Trinité-Cathédrale-Avesnières-Cordeliers à Laval. Entre 2007 et 2014, il est au service de la paroisse Saint-Pierre-Saint-Vénérand également à Laval
Entre 2004 et 2016, il enseigne la théologie dogmatique au Grand séminaire Saint-Jean de Nantes. Il intègre l’équipe animatrice en 2006 et, en 2010, est nommé supérieur de ce séminaire, fonction qu'il occupe jusqu'en 2016,.
En 2016, il est nommé vicaire général du diocèse de Laval et administrateur de la paroisse Saint-Matthieu-sur-Mayenne. Il est particulièrement chargé de la formation permanente, du conseil de discernement et d’accompagnement des laïcs en mission.
De 2018 à 2021, il est secrétaire du synode du diocèse de Laval.

### Évêque de Rodez
Le 7 juillet 2022, le pape François le nomme évêque de Rodez. Son ordination épiscopale est célébrée le 17 septembre 2022 en la cathédrale Notre-Dame de l'Assomption de Rodez, présidée par Guy de Kerimel, archevêque métropolitain de Toulouse, assisté de François Fonlupt, archevêque d'Avignon et Thierry Scherrer, évêque de Laval, en présence de Celestino Migliore, nonce apostolique en France.

## Prises de position
Le 24 octobre 2022, dans un texte intitulé « Donnée… trahie… à retrouver… », adressé au diocésains de Rodez et Vabres, avant l'assemblée des évêques à Lourdes, il fait part à la fois de sa joie de découvrir son diocèse et de sa souffrance devant les scandales révélés à ce moment : « Le scandale, ce n’est pas la révélation de ces actes, mais le fait même que ces actes aient été posés ».
Le 29 janvier 2024, dans un communiqué adressé à la presse, il apporte son soutien aux agriculteurs, aux éleveurs et aux viticulteurs de l'Aveyron : « Nous croyons qu’il est l’heure de rechercher des équilibres nouveaux, où chacun peut vivre de son travail, sans être à la merci de contrôles administratifs qui nivellent les diverses réalités de terrain. ».

## Le blason et la devise
L'évêque, concepteur du blason, en a donné lui-même une explication le 9 septembre 2022 et son texte a été publié le 2 octobre 2022. La couronne est celle de Notre Dame de Pontmain au soir du 17 janvier 1871. La couleur dorée et le liseré rouge expriment à la fois la gloire de Marie dans le ciel et sa profonde union à son fils crucifié. Au cœur de la guerre franco-allemande de 1870, Marie prie, souffre et espère avec les enfants et les familles réunies autour d’elle. La coquille Saint-Jacques avec les deux bourdons, rappelle que tout homme est un pèlerin sur cette terre. Dans l'Apocalypse, le verbe de Dieu est porté par un cheval blanc. Blanc, selon Origène, à cause du caractère lumineux de la connaissance : « Personne ne connaît le Fils sinon le Père, et personne ne connaît le Père sinon le Fils, et celui à qui le fils veut le révéler ». Une lumière à accueillir et partager.
La devise « Revêtez-vous du Seigneur Jésus-Christ » rappelle que, selon la formule de Tertullien, on ne naît pas chrétien, mais qu’on le devient chaque jour.

## Publications
- Expérience et conceptualité dans Dieu mystère du monde d’Eberhard Jüngel. Eléments de réflexion sur le caractère "akouologique" de la pensée théologique, Transversalités, no 110, avril-juin 2009, p. 131-148
- Dieu aime notre humanité. Réflexion sur le rôle du corps dans la célébration des sacrements, Célébrer, no 379, novembre 2010, p. 46-49.
- Servir la rencontre avec le Christ. Lettre pastorale suivie de Réflexions et perspectives pour les années à venir, Rodez, 2024, 63 pages.